# Campeonato Uruguayo de Primera División 1976
El Campeonato Uruguayo 1976 fue el 72° torneo de primera división del fútbol uruguayo, correspondiente al año 1976.
Este es uno de los campeonatos más trascendentes de la historia, ya que luego de disputadas dos ruedas todos contra todos entre los 12 equipos participantes, se coronó campeón el Club Atlético Defensor, marcando un hito histórico, ya que fue la primera vez en la era profesional que obtuvo el título una institución que no fuera uno de los dos clubes grandes, Nacional y Peñarol. Teniendo en cuenta todas las ediciones del Campeonato Uruguayo, el primer club en obtenerlo sin ser Nacional y CURCC, fue Wanderers en 1906. El bohemio lo obtuvo además en 1909 y 1931. Otros clubes menores que se proclamaron campeones uruguayos antes son River Plate F. C. en 1908, 1910, 1913 y 1914, y Rampla Juniors en 1927, también en la era amateur. En alusión a este hecho, el equipo violeta dio la vuelta olímpica en sentido contrario al tradicional. 
El equipo que resultó descendido por tabla del descenso (suma de puntos de últimas dos temporadas) fue Fénix, mientras que Bella Vista resultó ascendido para la siguiente temporada.

## Posiciones
| Pos. | Equipo               | Pts. | PJ | PG | PE | PP | GF | GC | Dif. |
| ---- | -------------------- | ---- | -- | -- | -- | -- | -- | -- | ---- |
| 1°   | Defensor             | 32   | 22 | 13 | 6  | 3  | 33 | 24 | +9   |
| 2°   | Peñarol              | 31   | 22 | 13 | 5  | 4  | 38 | 23 | +15  |
| 3°   | Nacional             | 28   | 22 | 12 | 4  | 6  | 43 | 30 | +13  |
| 4°   | Danubio              | 23   | 22 | 8  | 7  | 7  | 28 | 26 | +2   |
| 5°   | Huracán Buceo        | 22   | 22 | 7  | 8  | 7  | 35 | 36 | -1   |
| 6°   | Montevideo Wanderers | 21   | 22 | 7  | 7  | 8  | 29 | 30 | -1   |
| 7°   | River Plate          | 19   | 22 | 4  | 11 | 7  | 26 | 31 | -5   |
| 8°   | Cerro                | 19   | 22 | 6  | 7  | 9  | 21 | 29 | -8   |
| 9°   | Fénix                | 18   | 22 | 5  | 8  | 9  | 31 | 35 | -4   |
| 10°  | Rentistas            | 18   | 22 | 5  | 8  | 9  | 30 | 37 | -7   |
| 11°  | Sud América          | 18   | 22 | 5  | 8  | 9  | 21 | 29 | -8   |
| 12°  | Liverpool            | 15   | 22 | 5  | 5  | 12 | 25 | 30 | -5   |

|  | Campeón Uruguayo y clasifica a la Copa Libertadores. |
|  | Clasifica a la Copa Libertadores.                    |
|  | Desciende a la Primera "B".                          |

|                                            |
| Uruguay                                    |
| Campeón Uruguayo 1976 Defensor 1.er título |

## Clasificación a torneos continentales

### Liguilla Pre-Libertadores
| Pos. | Equipo        | Pts. | PJ | PG | PE | PP | GF | GC | Dif. |
| ---- | ------------- | ---- | -- | -- | -- | -- | -- | -- | ---- |
| 1°   | Defensor      | 8    | 5  | 4  | 0  | 1  | 12 | 3  | 9    |
| 2°   | Peñarol       | 8    | 5  | 4  | 0  | 1  | 16 | 6  | 10   |
| 3°   | Nacional      | 6    | 5  | 2  | 2  | 1  | 4  | 4  | 0    |
| 4°   | Wanderers     | 5    | 5  | 2  | 1  | 2  | 3  | 6  | -3   |
| 5°   | Huracán Buceo | 3    | 5  | 1  | 1  | 3  | 4  | 13 | -9   |
| 6°   | Danubio       | 0    | 5  | 0  | 0  | 5  | 4  | 11 | -7   |

|  | Clasifica a la Copa Libertadores 1977. |

#### Desempate por el título de la Liguilla
| 27 de diciembre de 1976 | Defensor                                                                   | 4:1 (2:0) | Peñarol                                 | Estadio Centenario, Montevideo                                               |                                                                              |
|                         | José Gervasio Gómez 4' · Rodolfo Rodríguez 6' · Alberto Santelli 51' , 77' | Reporte   | 54' Walter Olivera · 89' Lorenzo Unanue | Asistencia: 48.000 espectadores espectadores Árbitro(s): Juan José Fortunato | Asistencia: 48.000 espectadores espectadores Árbitro(s): Juan José Fortunato |

| Uruguay                                    |
| Campeón Liguilla 1976 Defensor 1.er título |

### Equipos clasificados

#### Copa Libertadores 1977
|   | Equipo   | Clasificación como       |
| - | -------- | ------------------------ |
| 1 | Defensor | Campeón Liguilla 1976    |
| 2 | Peñarol  | Subcampeón Liguilla 1976 |